# Lepanthes tamaensis
Lepanthes tamaensis är en orkidéart som beskrevs av Ernesto Foldats. Lepanthes tamaensis ingår i släktet Lepanthes och familjen orkidéer. Inga underarter finns listade i Catalogue of Life.